# Predrag Lukic
Predrag Lukic (* 5. Februar 1986 in Werdohl) ist ein deutsch-serbischer Basketballtrainer.

## Leben
Lukic, der als Spieler unter anderem Mitglied des bosnisch-herzegowinischen Erstligisten KK Leotar Trebinje war, ehe eine Knieverletzung für sein Karriereende sorgte, war zunächst Trainer im Jugendbereich der Baskets Lüdenscheid (auch bei der zweiten Herrenmannschaft) sowie des TSV Hagen. In der Saison 2008/09 arbeitete er zudem als Co-Trainer beim Regionalligisten BG Hagen. Ab Sommer 2009 war er bei den GiroLive-Ballers Osnabrück (2. Bundesliga ProA) als Assistenztrainer tätig.
Im Vorfeld der Saison 2010/11 übernahm er das Amt des Cheftrainers des Damen-Zweitligisten TSV Quakenbrück. Lukic führte den QTSV im Spieljahr 2010/11 auf den dritten Platz der Abschlusstabelle der 2. Liga Nord. Er blieb bis November 2011 im Amt und wechselte im selben Monat als Cheftrainer zum Damen-Erstligisten ChemCats Chemnitz. Er leitete die Sächsinnen bis zum Saisonende 2011/12 an und wurde im Frühjahr 2012 beim NB Oberhausen (ebenfalls DBBL) als Cheftrainer eingestellt. Ende November 2012 kam es zwischen Lukic und Oberhausen zur Trennung, nachdem man auf den letzten Tabellenplatz abgerutscht war.
Im November 2013 trat Lukic wieder eine Stelle im Herrenbereich an und wurde Cheftrainer der Herzöge Wolfenbüttel in der 2. Bundesliga ProB. Im Februar 2014 endete die Zusammenarbeit. In der Saison 2014/15 arbeitete Lukic als Cheftrainer beim Regionalligisten Bürgerfelder TB, verpasste mit der Mannschaft, die zuvor aufgestiegen war und als Außenseiter in die neue Spielklasse gegangen war, jedoch den Klassenerhalt.
Ab 2015 war Lukic in China als Cheftrainer und Sportdirektor einer Basketball-Akademie in Foshan tätig. 2017/18 stand er als Assistenztrainer in Diensten der chinesischen Mannschaft Chongson KungFu, mit der er am Spielbetrieb der grenzübergreifenden ASEAN-Liga teilnahm und das Halbfinale des Wettbewerbs erreichte. Im Juni 2018 wechselte Lukic als Cheftrainer zum amtierenden Meister Vietnams, den Thang Long Warriors, mit denen er das Halbfinale der vietnamesischen Liga VBA erreichte. Ende November 2018 wechselte er innerhalb Vietnams zu den Hochiminh City Wings und trat dort das Cheftraineramt an. Er wurde in der VBA als Trainer des Jahres 2019 ausgezeichnet. Mit der Mannschaft hatte er 2019 das VBA-Halbfinale erreicht. Im Januar 2020 wurde Lukic’ Rückkehr zu den Thang Long Warriors vermeldet. Er erreichte mit Thang Long die Finalserie der VBA, in der man im Dezember 2020 der Mannschaft Saigon Heat unterlag. Er blieb bis 2022 bei Thang Long im Amt.
Ende Oktober 2022 wurde Lukic Trainer des BBC US Heffingen in Luxemburg. Anfang Dezember 2022 trennte man sich wieder. Anschließend betreute er in Indonesien die Mannschaft Mountain Gold Timika, die Mitte April 2023 die Trennung bekannt gab. Im Mai 2023 wurde Lukic als neuer Trainer der Nha Trang Dolphins (Vietnam) vorgestellt.
Lukic ging anschließend nach Indonesien zurück: Die Mannschaft Bima Perkasa Jogja vermeldete im Dezember 2023 seine Verpflichtung. Im September 2024 wurde er Trainer von Nalaikh Bison in der Mongolei.
2025 wurde er bei den Crailsheim Merlins Trainer der zweiten Herrenmannschaft sowie der U19-Jugend.